# Why Should I Cry for You
Why Should I Cry for You ist ein Lied des britischen Musikers Sting aus dem Jahr 1991.

## Entstehung und Veröffentlichung
Das Lied wurde vom Interpreten selbst geschrieben und komponiert. Darüber hinaus zeichnete Sting, zusammen mit Hugh Padgham, auch für die Produktion verantwortlich.
Die Erstveröffentlichung von Why Should I Cry for You erfolgte als Teil von Stings dritten Studioalbum The Soul Cages am 17. Januar 1991. Am 21. Mai 1991 erschien das Lied erstmals als Single.

## Inhalt
Sting hatte kurz nach dem Tod seines Vaters 1987 eine Schreibblockade entwickelt, die zwei Jahre dauerte. Er überwand seine Trauer, indem er den Tod seines Vaters musikalisch verarbeitete.
In seiner Autobiografie Broken Music schrieb Sting, dass sein Vater es immer bereut habe, kein Seemann geworden zu sein und dass er sich diesen Beruf für seinen Sohn gewünscht habe. Das Lied kreist um den Gedanken, wie es wäre, wenn Sting Seemann geworden wäre.